# Ashkan Dejagah
Ashkan Dejagah (n. 5 iulie 1986 în Teheran, Iran) este un fotbalist german de origine iraniană care evoluează pe postul de mijlocaș ofensiv la formația VfL Wolfsburg și la echipa națională de fotbal a Iranului.

## Cariera
A început să joace la nivel de juniori pentru formația Reinickendorfer Füchse, continuând la TeBe Berlin și apoi la Hertha Berlin. Dejagah a avut un traseu asemănător, în ceea ce privește cariera la juniori, cu viitorul său coleg la echipa națională de tineret, un alt fotbalist german cu origini arabe, Anis Ben-Hatira.
În sezonul 2004-2005, a fost imediat promovat la echipa de seniori a celor de la Hertha Berlin, jucând în primul meci al sezonului (2-2 cu VfL Bochum). Avea să fie însă singurul meci jucat de el în acel sezon pentru echipa mare, el continuând să joace la nivelul echipei secunde. Acea apariție avea să îi aducă însă titlul de cel mai tânăr jucător la Hertha în bogata istorie care datează din 1892.
În sezonul 2005-2006, Dejagah a fost golgheterul echipei secunde, marcând 23 de goluri. Antrenorul Falko Götz a avut încredere în tânărul său jucător, pe care l-a folosit inclusiv în trei meciuri din Cupa UEFA. În anul 2007, Ashkan Dejagah a ajuns la VfL Wolfsburg, mutare care avea să se dovedească de bun augur pentru jucătorul născut în Iran.
La finele sezonului 2008-2009, în care Dejagah a jucat în 27 de meciuri și a marcat 3 goluri pentru echipa „lupilor”, Dejagah avea să devină pentru prima oară în carieră campion al Germaniei, sub comanda antrenorului Felix Magath. Ca urmare a evoluțiilor bune, el a fost chemat la echipa națională de tineret, în vederea Campionatului European de tineret din Suedia. Jucător de bază la ultimul său turneu important alături de echipa de tineret, la care debutase încă din 2005, Dejagah a marcat pentru 2-0 în al doilea meci din grupă, cel cu Finlanda, după ce coechipierul său Dominik Höwedes deschisese scorul în urmă cu doar două minute. Germania avea să ajungă astfel în finală.
În sezonul 2009–2010, cu Armin Veh la cârma echipei, Degajah pierde locul de titular și nu și-l recuperează în mandatul lui Steve McClaren. La întoarcerea lui Felix Magath în sezonul 2011-2012 revine un jucător cheie, având mai multe pase de gol. Își îndeplinește un vis din copilărie, cel de a juca la Fulham FC din Premier League.

## Palmares
- Bundesliga
  - VfL Wolfsburg: 2008-2009